# The Golden Louis
The Golden Louis foi um filme mudo dramático de curta metragem estadunidense, escrito e dirigido por D. W. Griffith em 1909.

## Sinopse
Uma velha mulher envia uma menina para mendigar nas ruas de Paris em uma tarde de neve. Um grupo de jogadores insensíveis passa por ela. Enquanto a garota dorme, um jogador de roleta sem dinheiro toma emprestado suas moedas para ganhar uma fortuna para a menina. Ela acorda e vaga pelas ruas. O jogador a procura até encontrá-la morta.

## Elenco
- Anita Hendrie     ...     A Mãe
- Adele DeGarde    ...     A Criança
- Owen Moore    ...     O Bom Samaritano
- Charles Inslee    ...     O Jogador
- Linda Arvidson	 ... 	Insensível
- Kate Bruce
- Gladys Egan
- George Gebhardt	... 	Insensível
- Arthur V. Johnson	... 	Jogador
- Florence Lawrence
- Marion Leonard	... 	Insensível
- Wilfred Lucas
- Mack Sennett	... 	Jogador / Insensível
- Dorothy West	... 	Insensível
- Herbert Yost	... 	Jogador / Insensível